# フィジーウォーター

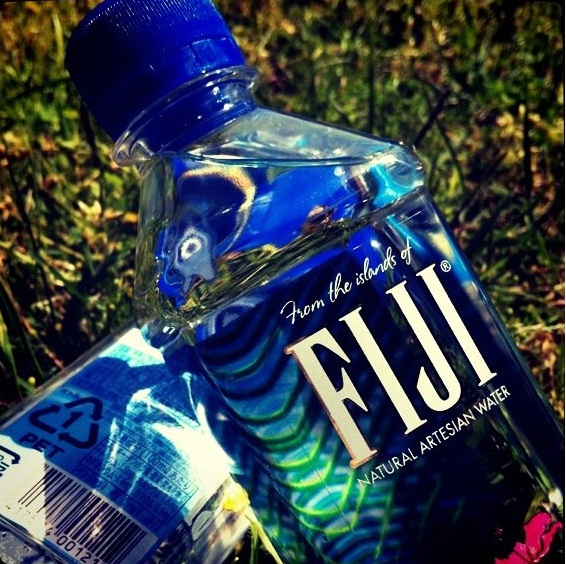
フィジーウォーター

フィジーウォーター (FIJI Water) は、フィジー共和国のミネラルウォーターのブランドである。背面ラベルの内側に南国風のイメージが印刷されており、前面から透かして見ることができる独特なパッケージデザインを採用している。

## 概要
水質は硬度が比較的高い軟水で、中硬水とも表記される。フィジーウォーターを生産しているのはアメリカの企業。アメリカを中心とした海外では、ハリウッドセレブなど多くの有名人が愛飲していることでも知られ、高級レストランやホテルの水としても採用されている。フィジーウォーターの創業は1996年。フィジーで発見された帯水層を米国の企業家がいち早く押さえ、フィジー政府と99年間のリース契約を結び、ボトル水の高級ブランドとして米国で売り出した。今では総輸出額のおよそ2割を占めるフィジーの重要な輸出品となっている。
米国以外にも世界40カ国以上の国に輸出されている。日本国内ではまだ取り扱いは少なく、成城石井やPLAZA、ナチュラルローソン等の一部の店舗や通信販売での販売にとどまる。　2010年11月に株式会社インターパイロンがフィジーウォーターの日本オンライン独占販売権を取得。自社の通販サイト「One and Only」で販売されている。

## 特長

### 成分
- シリカ - 93(mg / l)
- カルシウム - 1.8(mg / l)
- マグネシウム - 1.5 (mg / l)
- ナトリウム - 1.8 (mg / l)
- カリウム - 0.5 (mg / l)
- 硬度 - 106(mg / l)
- pH - 7.7

シリカの含有率が高い。

### 人体中のシリカ
水溶性のシリカは人体にも微妙ながら含まれており、毛髪・爪・血管・骨・関節などに含まれ、特に骨形成の細胞層に集中している。生体中には約29ppmが存在し、免疫力に影響を与えたり、肌の保湿、骨や髪、爪、コラーゲンの再生・構築・補強・維持を手助けしている。成人1日あたり10〜40mgのシリカが消耗される。現在、1日あたりの摂取量は定められていない。通常はケイ素を多く含む食品（玄米、あわ、ひえ、バナナ、レーズンなど）を十分摂取することで補えるが、現代人はこれらの食材をあまり食べなくなったため、慢性的に不足している人が増えているともいわれ、シリカ（ケイ素）が豊富に含まれる水は注目を集めている。

### 人体中におけるシリカの生理的な役割
現在、人体におけるシリカの生理学的な役割に関しては、十分に研究が行われていない。
しかし、米国の「フラミンガム子孫研究」では、ケイ素の摂取量と骨密度 (BMD) に密接な関係があるとされ、30代から80代までの研究参加者の男女2846人の食生活における、ケイ素摂取量を4グループに分けて比較したところ、男性や閉経前の女性ではケイ素摂取量が多いほど、大腿骨頚部の骨密度が高いという結果が報告され、これによりシリカの骨粗鬆症予防に対する効果が期待されている。
このほか、軟骨やコラーゲンなどの生成に密接な関係があるといわれ、シリカの欠乏によって骨の修復機能に障害が起こると言われる。

## 水源
フィジーウォーターの水源は、フィジー共和国にあるビティレブ島ヤンカラバレーの熱帯雨林の地底深く。数百年の歳月をかけて自然が創り出した火山岩の地下水といわれている。

## 基本情報
- 原産国 - フィジー共和国
- 採水地 - ヤンガラビジレブ
- 種類 - 無発泡
- 硬度 - 106mg/l（軟水）